# (14463) McCarter
(14463) McCarter (1993 GA1) – planetoida z pasa głównego asteroid okrążająca Słońce w ciągu 3,52 lat w średniej odległości 2,31 j.a. Odkryta 15 kwietnia 1993 roku.